# Andreaea likiangensis
Andreaea likiangensis är en bladmossart som beskrevs av Chen Pan-chieh och Wan Thung-ling 1958. Andreaea likiangensis ingår i släktet sotmossor, och familjen Andreaeaceae. Inga underarter finns listade i Catalogue of Life.